# Variovorax ginsengisoli
Variovorax ginsengisoli es una bacteria gramnegativa del género Variovorax. Fue descrita en el año 2010. Su etimología hace referencia a suelo  de ginseng. Es aerobia y móvil por flagelo polar. Tiene un tamaño de 0,3-0,5 μm de ancho por 1,5-3 μm de largo. Forma colonias convexas, ondulatorias y amarillas en agar R2A tras 3 días de incubación. Temperatura de crecimiento entre 4-30 °C. Sensible a penicilina, eritromicina, estreptomicina, cloranfenicol, tetraciclina, kanamicina y neomicina. Resistente a ampicilina, novobiocina, gentamicina y lincomicina. Se ha aislado de suelo en plantaciones de ginseng en Corea del Sur. 